# Municipio de Bruce (Dakota del Norte)
El municipio de Bruce (en inglés: Bruce Township) es un municipio ubicado en el condado de Cavalier en el estado estadounidense de Dakota del Norte. En el año 2010 tenía una población de 17 habitantes y una densidad poblacional de 0,18 personas por km².

## Geografía
El municipio de Bruce se encuentra ubicado en las coordenadas 48°46′7″N 98°55′6″O / 48.76861, -98.91833. Según la Oficina del Censo de los Estados Unidos, el municipio tiene una superficie total de 93.5 km², de la cual 91,44 km² corresponden a tierra firme y (2,2 %) 2,06 km² es agua.

## Demografía
Según el censo de 2010, había 17 personas residiendo en el municipio de Bruce. La densidad de población era de 0,18 hab./km². De los 17 habitantes, el municipio de Bruce estaba compuesto por el 100 % blancos. Del total de la población el 0 % eran hispanos o latinos de cualquier raza.